# In Stereo (альбом)
In Stereo — дебютний студійний альбом фінської хіп-хоп групи Bomfunk MC's, випущений 16 листопада 1999 на лейблі Sony Music Finland/Epidrome. Він досяг першого місця у Finnish Albums Chart і залишався на ньому 69 тижнів . Другий сингл з альбому під назвою Freestyler протягом першої половини 2000 року зайняв першу позицію у хіт-парадах 11 країн. У рідній Фінляндії колектив переміг у кількох номінаціях Emma-gaala (фінський аналог Греммі): за найкращу нову групу, за найкращий дебютний альбом, найкращу композицію (Freestyler) та найкращого продюсера (JS16) . In Stereo займає 26-й рядок серед кращих альбомів Фінляндії, що продаються.

## Список композицій
Автор музики і слів JS16. 
| #     | Назва                                         | Тривалість |
| ----- | --------------------------------------------- | ---------- |
| 1.    | «Uprocking Beats»                             | 3:41       |
| 2.    | «Other Emcee's»                               | 3:48       |
| 3.    | «B-Boys & Flygirls»                           | 3:45       |
| 4.    | «Freestyler»                                  | 5:06       |
| 5.    | «Rocking, Just to Make Ya Move»               | 3:45       |
| 6.    | «Sky's the Limit» (feat. Kärtsy Hatakka)      | 3:58       |
| 7.    | «Stir Up the Bass»                            | 3:36       |
| 8.    | «Fashion Styley» (feat. Mr. B from Bu Bu Man) | 4:40       |
| 9.    | «1,2,3,4» (feat. J.A.K. from The Cool Sheiks) | 4:05       |
| 10.   | «Rock, Rocking tha Spot»                      | 3:15       |
| 11.   | «In Stereo»                                   | 3:14       |
| 12.   | «Uprocking Beats (JS 16 Sound Design)»        | 5:02       |
| 13.   | «B-Boys & Flygirls (DJ Gismo Goes Funky Mix)» | 4:01       |
| 14.   | «Spoken Word»                                 | 4:42       |
| 57:41 |                                               |            |

## Історія релізу
| Територія | дата випуску      | Лейбл                                      |
| --------- | ----------------- | ------------------------------------------ |
| Фінляндія | 16 Листопада 1999 | Sony Music Entertainment Finland /Epidrome |
| Весь світ | 14 серпня 2000    | Sony Music Entertainment                   |
| Німеччина | 2000 .            | Dance Division                             |

## Місця у чартах
| Рік  | Чарт                     | Найвища позиція |
| ---- | ------------------------ | --------------- |
| 1999 | Finnish albums chart     | 1               |
| 2000 | Norwegian albums chart   | 2               |
| 2000 | Swedish albums chart     | 6               |
| 2000 | Austrian albums chart    | 11              |
| 2000 | Belgian albums chart     | 11              |
| 2000 | Swiss albums chart       | 12              |
| 2000 | New Zealand albums chart | 13              |
| 2000 | Australian albums chart  | 24              |
| 2000 | Dutch albums chart       | 35              |
| 2000 | French albums chart      | 73              |